# Meteorus variegatus
Meteorus variegatus är en stekelart som beskrevs av Granger 1949. Meteorus variegatus ingår i släktet Meteorus och familjen bracksteklar. Inga underarter finns listade i Catalogue of Life.